# The Court Jester
The Court Jester (br O Bobo da Corte) é um filme estadunidense de 1955, do gênero comédia, dirigido por Melvin Frank e Norman Panama. 
Eleita pelo American Film Institute como uma das 100 melhores comédias de todos os tempos (98ª posição).[carece de fontes?]

## Sinopse
Infeliz performance de carnaval se disfarça de bobo da corte como parte de um complô contra um terrível governante que derrubou o rei por direito.    

## Elenco
- Danny Kaye
- Glynis Johns
- Basil Rathbone
- Angela Lansbury